# Abu Talb
Mohammed Abu Talb (محمد أبو طلب), född 27 juni 1954, är en egyptisk terrorist som 1989 dömdes till livstids fängelse i Sverige för en serie bombdåd i Köpenhamn och Amsterdam under 1985. Han har även utretts i samband med Lockerbieattentatet år 1988. Han placerades på Hallfängelset i Södertälje. Örebro tingsrätt omvandlade 2008 hans livstidsdom till 30 års fängelse vilket i praktiken innebar att han kunde friges två år senare.

## Bakgrund
Talb föddes i Port Said i Egypten. Han var soldat i den egyptiska armén och fick även träning i Sovjetunionen. Han gick med i PLO år 1970. Han har hävdat att han deserterade från den egyptiska armén i mitten av 1970-talet varefter han flydde till Libanon via Jordanien med ett falskt pass. Han blev medlem av Palestinian Popular Struggle Front (PPSF) 1974 och deltog på deras sida under inledningen av det libanesiska inbördeskriget. Där befordrades han till löjtnants grad och kommenderade en säkerhetsenhet om 100 man. Han sårades under strider i Beirut år 1976 och studerade de två följande åren politik och ekonomi vid universitetet i Beirut. År 1986 flyttade Talb till Sverige från Syrien med sin fru och barn på ett falskt marockanskt pass, där han uppgav namnet Belaid Massoud Ben Hadi. Abu Talb gavs politisk asyl i Sverige. Han bosatte sig i Uppsala och drev där en affär som specialiserade sig på arabisk mat och videoband.

## Bombningarna 1985
Den 21 december 1989 dömdes Talb och tre andra män av Uppsala tingsrätt för en serie bombdåd i Köpenhamn och Amsterdam under 1985. Den 22 juli 1985 hade en bomb exploderat utanför Northwest Airlines kontor i Köpenhamn. En algerisk medborgare dödades och över tjugo personer skadades. En andra bomb exploderade vid Köpenhamns stora synagoga och sårade sju personer. Utöver dessa bomber dömdes männen för bombningarna av det israeliska flygbolaget El Als kontor i Köpenhamn och Amsterdam vid vilka dåd ingen skadades. Talb och Marten Imandi (en palestinsk-född svensk medborgare) dömdes av rätten till livstids fängelse medan de andra två männen, Talbs svågrar  Mahmoud och Moustafa al-Mougrabi, dömdes till sex år respektive ett års fängelse för sin medverkan i attackerna.
Talb hävdade att han var oskyldig och sade att han hade avslutat alla terroristaktiviteter som rörde Palestina vid slutet av 1982.

## Lockerbiebomben
I maj 1989 greps Talb i samband med bombningen av Pan Am Flight 103 den 21 december 1988 där 270 människor dödades. Han blev misstänkt efter att svenska utredare funnit att Talb rest till Malta under oktober 1988, två månader före bombdådet. De skotska utredarna hade tidigare funnit att bomben hade gömts i en kassettspelare som placerats i en resväska sedan den svepts i kläder som inköpts på Malta. I Talbs lägenhet i Uppsala hittade polisen även en kalender från 1988 där datumet 21 december hade ringats in. Vidare hade Talbs fru i en telefonavlyssning varnat en oidentifierad palestinier att "göra sig av med kläderna omedelbart". Talb förnekade att han var inblandad i bombningen och sade att hans resa till Malta var för "affärer".
Försvararen hävdade under Pan Am Flight 103-rättegången att den Syrienstödda PFLP och den mindre kända PPSF bar ansvaret för sprängningen över Lockerbie. De kallade Abu Talb som vittne vid rättegången eftersom de ansåg att han var kopplad till båda terroristgrupperna.
Som en del av sitt eget försvar under november 2000 framförde Abu Talb inför rätten att han inte var inblandad i Lockerbiebombningen. Han hävdade att han hade varit barnvakt hemma i Sverige vid tiden för bombningen.